# Maria Franciszka Wittelsbach (Pfalz-Sulzbach)
Maria Franciszka Dorota Wittelsbach (ur. 15 czerwca 1724 Schwetzingen, zm. 15 listopada 1794 Sulzbach-Rosenberg) - księżniczka Palatynatu-Sulzbach, księżna Palatynatu-Birkenfeld.
Córka księcia Józefa Karola hrabiego Palatynatu-Sulzbach i Elżbiety Augusty. Jej dziadkami byli: Teodor książę Palatynatu-Sulzbach i Eleonora Maria księżniczka Hesji-Rheinfels oraz elektor Palatynatu Reńskiego Karol III Filip Wittelsbach i Ludwika Karolina Radziwiłłówna. Jej siostra Elżbieta została w 1742 roku żoną elektora Bawarii i Palatynatu-Reńskiego Karola IV Teodora Wittelsbacha.
6 lutego 1746 roku wyszła za mąż za księcia Fryderyka Michała księcia Palatynatu-Zweibrücken-Birkenfeld. Para miała piątkę dzieci:
- Karola Augusta (1746-1795) - księcia Palatynatu-Sulzbach i Palatynatu-Zweibrücken
- Klemensa Augusta (1749-1750)
- Marię Amalię (1752-1828) - żonę króla Saksonii Fryderyka Augusta I Wettyna
- Marię Annę (1753-1824) - żonę księcia w Bawarii Wilhelma Wittelsbacha
- Maksymiliana Józefa (1756-1825) - króla Bawarii

Po narodzinach ostatniego syna małżonkowie odsunęli się od siebie. Maria Franciszka spotykała się z aktorem, zaszła z nim w ciążę. Aktor musiał opuścić kraj, zaś Maria została wysłana do Strasburga, gdzie urodziła syna. Następnie była więziona w klasztorach w Metz i Luksemburgu. Po śmierci męża w 1767 roku wróciła do Sulzbach.